# Vishnu Vardhan
Vishnu Vardhan, znany jako J. Vishnuvardhan (ur. 27 lipca 1987 w Secunderabadzie) – indyjski tenisista, reprezentant kraju w Pucharze Davisa, medalista igrzysk azjatyckich, olimpijczyk z Londynu (2012).

## Kariera zawodowa
Vardhan uzyskał status profesjonalny w 2008 roku.
Nigdy nie brał udziału w zawodach wielkoszlemowych. W rozgrywkach z serii ATP Challenger Tour zwyciężył w ośmiu turniejach gry podwójnej. Najwyższe – 262. miejsce w rankingu singlowym osiągnął podczas notowania 10 września 2012. 16 lipca 2018 zanotował 92. pozycję w deblu, co było jego najwyższą lokatą.
Reprezentuje Indie w Pucharze Davisa od 2011 roku, kiedy to zagrał w 1 meczu singlowym. Jego przeciwnikiem był Kei Nishikori, z którym przegrał 5:7, 3:6, 3:6.
W 2010 roku podczas igrzysk azjatyckich w Kantonie zdobył dwa medale – w grze mieszanej (srebro) i w grze drużynowej (brąz).
W 2012 roku zagrał w grze pojedynczej i podwójnej igrzysk olimpijskich w Londynie. Z turnieju singlowego odpadł w 1. rundzie, natomiast w zawodach deblowych dotarł do 2. rundy, w parze z Leanderem Paesem.

### Zwycięstwa w turniejach ATP Challenger Tour

#### Gra podwójna
| Końcowy wynik | Nr | Data             | Turniej    | Nawierzchnia | Partner          | Przeciwnicy                            | Wynik finału         |
| ------------- | -- | ---------------- | ---------- | ------------ | ---------------- | -------------------------------------- | -------------------- |
| Zwycięzca     | 1. | 28 sierpnia 2011 | Astana     | Twarda       | Karan Rastogi    | Harri Heliövaara Denys Mołczanow       | 7:6(3), 2:6, 10–8    |
| Zwycięzca     | 2. | 9 września 2012  | Bangkok    | Twarda       | Divij Sharan     | Lee Hsin-han Peng Hsien-yin            | 6:3, 6:4             |
| Zwycięzca     | 3. | 25 czerwca 2017  | Fergana    | Twarda       | Sriram Balaji    | Yuya Kibi Shuichi Sekiguchi            | 6:3, 6:3             |
| Zwycięzca     | 4. | 23 lipca 2017    | Astana     | Twarda       | Toshihide Matsui | Jewgienij Karłowskij Jewgienij Turniew | 7:6(3), 6:7(7), 10–7 |
| Zwycięzca     | 5. | 6 sierpnia 2017  | Chengdu    | Twarda       | Sriram Balaji    | Hsieh Cheng-peng Peng Hsien-yin        | 6:3, 6:4             |
| Zwycięzca     | 6. | 5 listopada 2017 | Shenzhen   | Twarda       | Sriram Balaji    | Austin Krajicek Jackson Withrow        | 7:6(3), 7:6(3)       |
| Zwycięzca     | 7. | 17 lutego 2018   | Ćennaj     | Twarda       | Sriram Balaji    | Cem İlkel Danilo Petrović              | 7:6(5), 5:7, 10–5    |
| Zwycięzca     | 8. | 19 maja 2018     | Samarkanda | Ceglana      | Sriram Balaji    | Michaił Jełgin Denis Istomin           | walkower             |